# Brigada Belga Independente
A Brigada Belga Independente foi uma unidade militar belga e luxemburguesa das Forças Belgas Livres durante a Segunda Guerra Mundial, comumente conhecida como Brigada Piron (Brigade Piron) em homenagem ao seu comandante Jean-Baptiste Piron. Ele esteve em ação na Europa Ocidental e participou da Batalha da Normandia, da Libertação da Bélgica e dos combates na Holanda entre 1944-1945.

## Origens
A Brigade Piron teve origem em 1940, com centenas de soldados belgas que fugiram para a Grã-Bretanha, tal como o governo belga. Um novo comando do Exército Belga, sob o comando do Tenente-General Victor van Strydonck de Burkel, foi criado em Tenby em 25 de maio de 1940, três dias antes da capitulação belga. Van Strydonck de Burkel tornou-se comandante das Forças Belgas na Grã-Bretanha em junho de 1940 e no mesmo mês, um ministro belga (Jaspar) apelou a todos os belgas para virem à Grã-Bretanha para continuarem a lutar. 
No final de julho de 1940, havia 462 homens nas forças belgas no exílio; a chegada de muitos belgas permitiu a criação de diversas unidades militares. As tropas foram treinadas na Grã-Bretanha e no Canadá e em 1942, o major Jean-Baptiste Piron chegou à Escócia, onde rapidamente se juntou ao estado-maior do exército, com a responsabilidade de melhorar o treino das tropas belgas. Numa competição de artilharia, a bateria belga ficou em primeiro lugar. As Forças Belgas na Grã-Bretanha foram oficialmente disponibilizadas aos Aliados em 4 de junho de 1942. No final do ano o exército foi reestruturado, incluindo a criação da 1ª Brigada Belga, sob o comando do Major Piron, com um misto de unidades de infantaria, artilharia e reconhecimento. O treinamento das tropas continuou até 1943 e os exercícios de desembarque foram realizados no início de 1944. Uma unidade luxemburguesa foi designada para a Brigada Piron em março, formando uma tropa de artilharia. No total, cerca de 116 luxemburgueses serviram na unidade.  Como os belgas chegaram de todo o mundo, trinta e três línguas eram faladas na brigada em 1944. 

## Invasão da Normandia

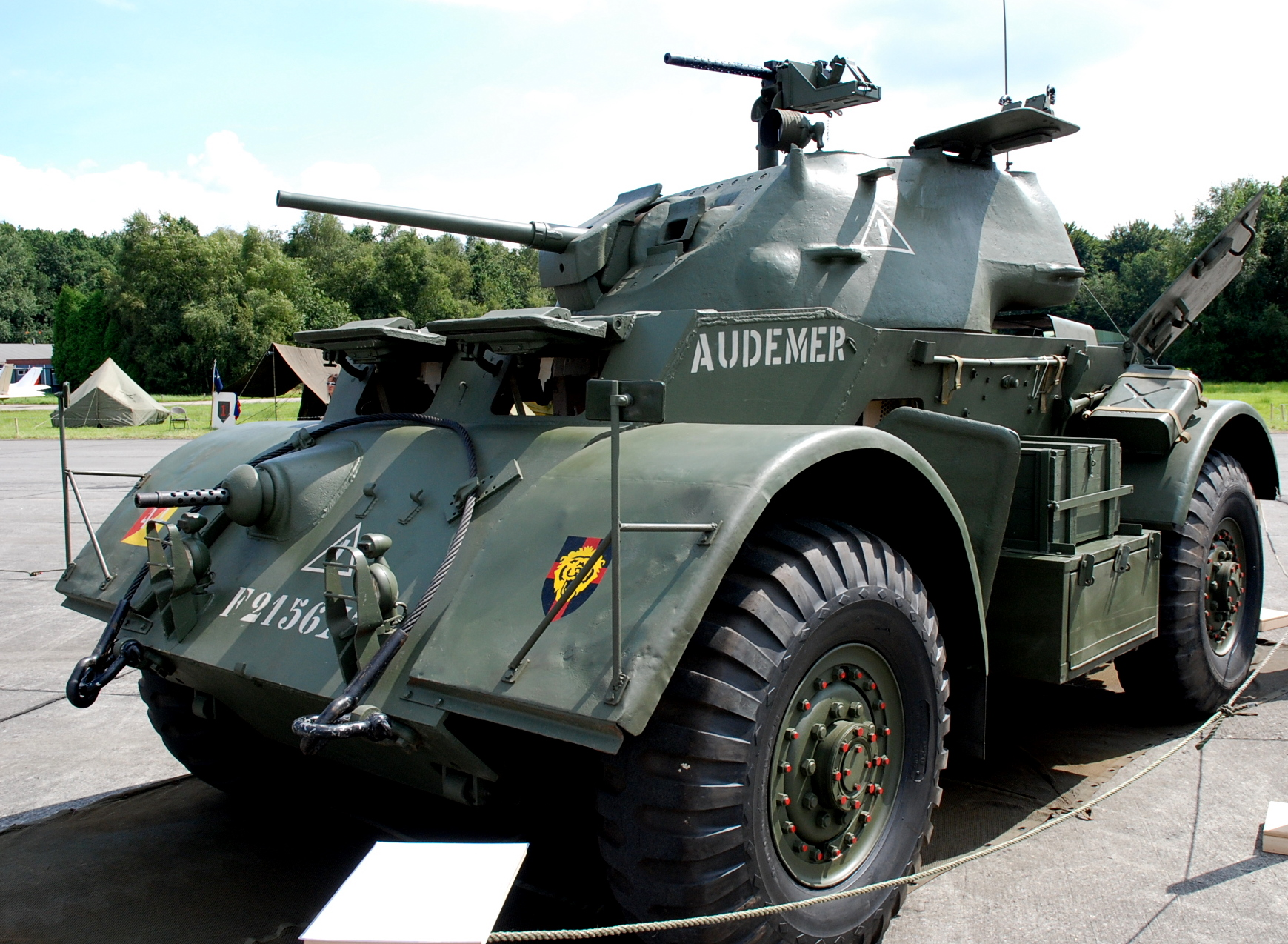
Um carro blindado T17 Staghound com as marcações da Brigada Piron

Os desembarques do Dia D ocorreram em 6 de junho de 1944 sem a Brigada Piron, para grande decepção dos seus 2.200 homens mas os britânicos preferiram reservá-los para a libertação da Bélgica. (Esta política foi aplicada a todos os contingentes militares nacionais mais pequenos, que se esperava que formassem a base dos exércitos do pós-guerra e para os quais teria sido difícil encontrar substitutos para as baixas.) Piron pressionou o governo belga no exílio, que solicitou ao governo britânico que enviasse as tropas belgas para a frente, para reverter o declínio do moral dessas tropas.
Em 29 de julho de 1944, a brigada recebeu ordem de estar pronta para avançar. As suas primeiras unidades chegaram à Normandia em 30 de julho e o corpo principal chegou a Arromanches e Courseulles em 8 de agosto, antes do fim da Batalha da Normandia. A brigada operava sob o comando da 6ª Divisão Aerotransportada Britânica (Major-General Gale), que fazia parte do Primeiro Exército Canadense.  Os belgas entraram no serviço ativo em 9 de agosto. 
A Brigada Belga participou da Operação Paddle, Limpando a costa do Canal a partir de 17 de agosto com tropas britânicas e holandesas (Brigada Princesa Irene) da 6ª Divisão Aerotransportada. Merville-Franceville-Plage foi libertada à noite, Varaville em 20 de agosto. Os veículos blindados da brigada foram destacados para auxiliar as unidades britânicas. Dives-sur-Mer e Cabourg foram realizadas na manhã de 21 de agosto e Houlgate à tarde. A brigada tomou Villers-sur-Mer e Deauville em 22 de agosto, e Trouville-sur-Mer e Honfleur na foz do Sena em 24 de agosto. A ponte que liga as comunas de Deauville e Trouville-sur-Mer foi renomeada para "Pont des Belges" e ainda ostenta uma homenagem  à brigada que libertou as comunas.
Os veículos blindados belgas foram reunidos com o resto da brigada em 26 de agosto em Foulbec. Em 28 de agosto de 1944, a brigada foi colocada sob o comando da 49ª Divisão de Infantaria britânica, a fim de limpar o estuário do Sena e ajudar no cerco de Le Havre.  Em 29 de agosto, a brigada cruzou o Sena para apoiar a Operação Astônia, o ataque a Le Havre no dia seguinte. No último momento a brigada foi retirada da frente e transferida para o Segundo Exército para operações na Bélgica. Os esforços da Brigade Piron na Côte Fleurie, na Normandia, são comemorados por memoriais, nomes de estradas e túmulos de guerra.

## Bélgica e Holanda

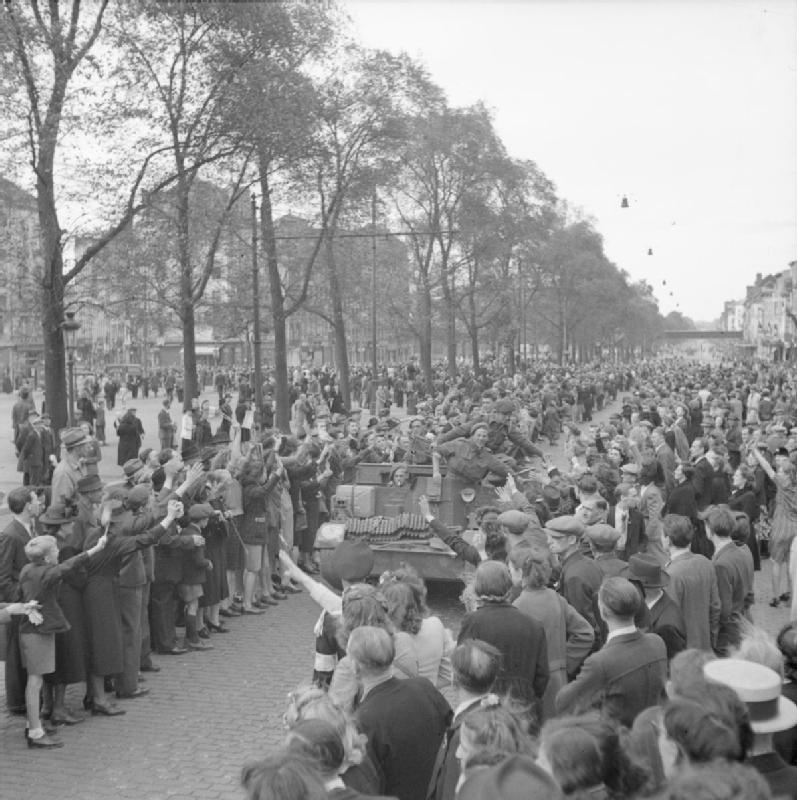
Um transportador universal da Brigada Piron cercado por civis durante a Libertação de Bruxelas em 1944.

Em 2 de setembro, a brigada e a Brigada Princesa Irene Holandesa foram transferidas para o Segundo Exército e ordenadas a avançar o mais rápido possível para a fronteira belga. Os britânicos já se encontravam na Bélgica e esperavam entrar em Bruxelas no dia seguinte e esta transferência permitiria às Brigadas Belga e Holandesa operar nas suas terras natais.  A brigada chegou à fronteira franco-belga em 3 de setembro, após uma viagem noturna, e continuou para Rongy, em Bruxelas, no dia seguinte, logo após os britânicos.
No início de setembro, a brigada atuou como guia dos soldados britânicos, tentou ajudar os combatentes da Resistência e participou na remoção de minas nos aeroportos de Evere e Melsbroek. A brigada entrou no norte da Bélgica em 3 de setembro de 1944. 
Em 11 de setembro de 1944, a brigada participou de uma batalha na cabeça de ponte do Canal Alberto e ajudou a capturar Leopoldsburg, libertando 900 prisioneiros políticos. 
Durante a Operação Market Garden a brigada foi designada para guardar o flanco direito do 30º Corpo Britânico.
Em 25 de setembro de 1944, a brigada alcançou o canal de Wessem e os combates atingiram seu auge em 11 de novembro de 1944. Seis dias depois, a brigada foi retirada e reorganizada pela primeira vez em uma brigada adequada em Leuven. 
Durante o seu avanço através da Bélgica, as tropas belgas foram por vezes confundidas com franco-canadenses, uma vez que a população local não esperava que os seus libertadores fossem conterrâneos belgas. A Brigade Piron libertou outras vilas e cidades belgas antes de chegar à fronteira com a Holanda em 22 de setembro. A sua campanha na Holanda durou até 17 de novembro, quando foi dispensado da frente e transferido para a reserva em Leuven. Na pequena cidade fronteiriça holandesa de Thorn, uma ponte foi nomeada em homenagem à sua libertação em 25 de setembro de 1944.
A Brigada Piron retornou à Holanda entre 11 de abril de 1945 e junho de 1945. A última baixa da brigada ocorreu em 27 de abril de 1945. No dia seguinte, a brigada foi novamente lançada à batalha em torno de Nijmegen.  Também nesse dia, foi implementado um armistício na Holanda.  A brigada entrou na Alemanha em maio antes de ser dissolvida em dezembro. A sua tradição foi, no entanto, preservada no batalhão Bevrijding (Libertação) do 5º Regimento da Linha. 

## Ocupação da Alemanha
A Brigade Piron ocupou parte da zona de ocupação britânica até 15 de dezembro de 1945. 

Brigade Piron
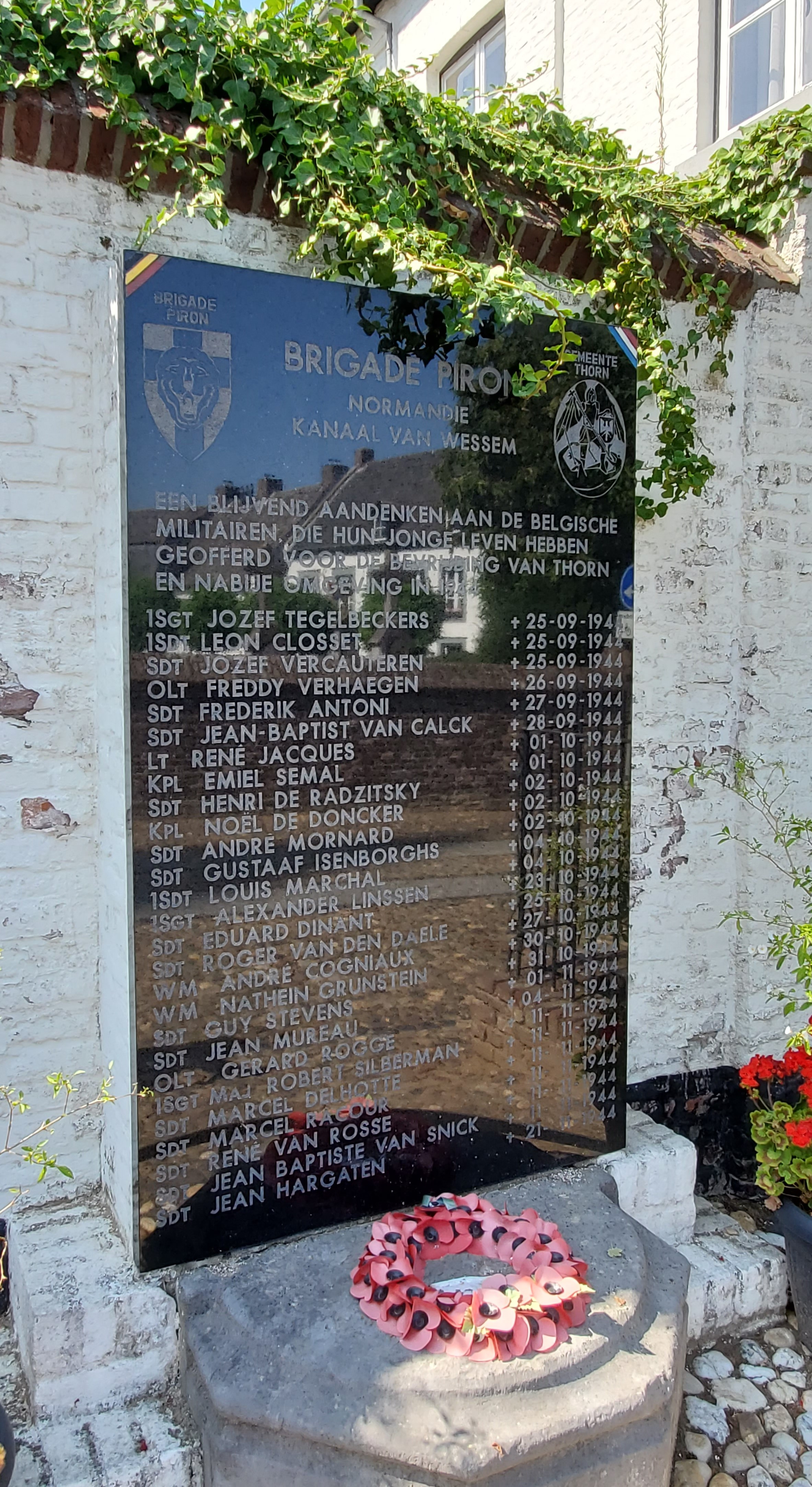
Memorial em Thorn (Limburg), Holanda.
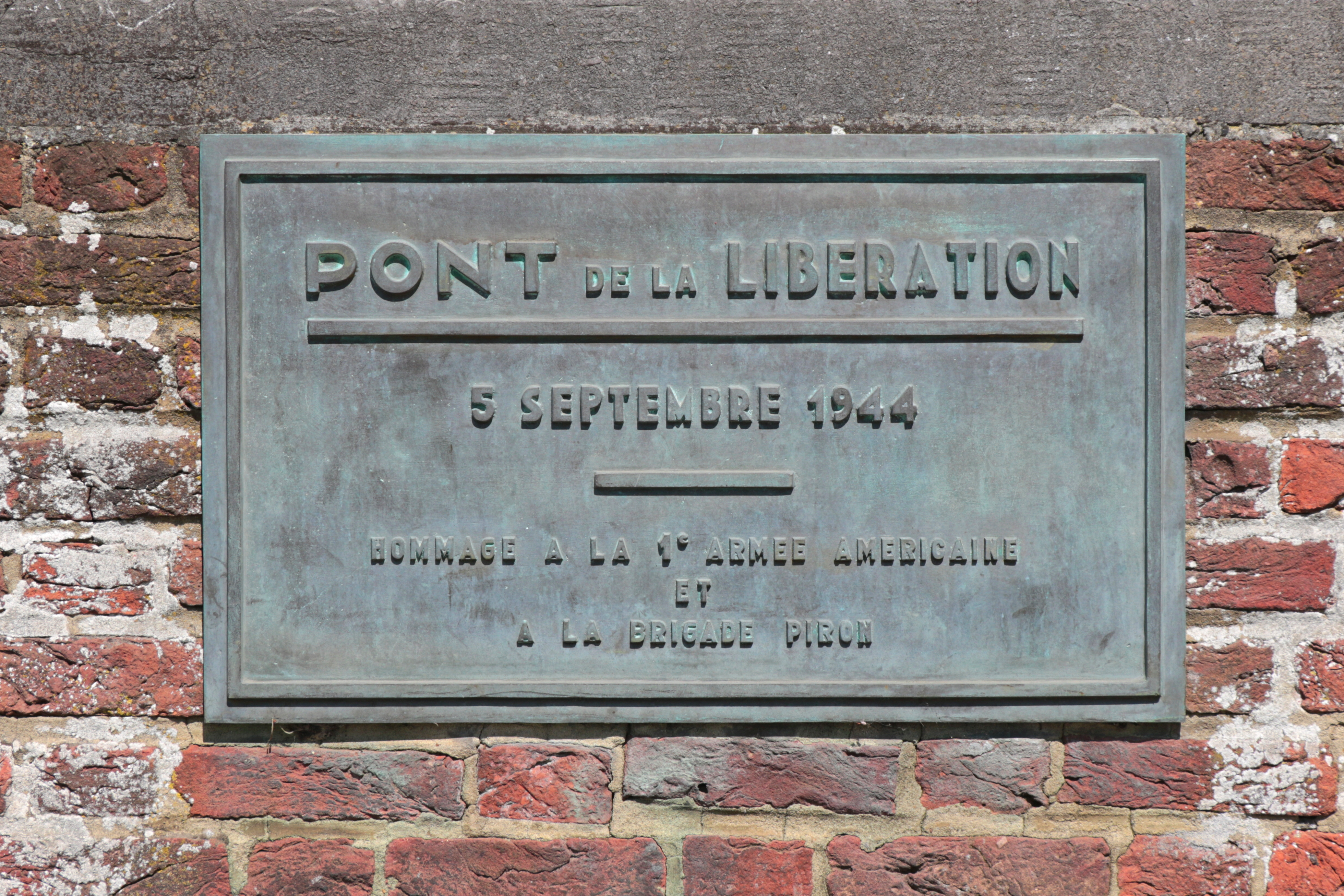
Placa na "Ponte da Libertação" em Ottignies, Bélgica.
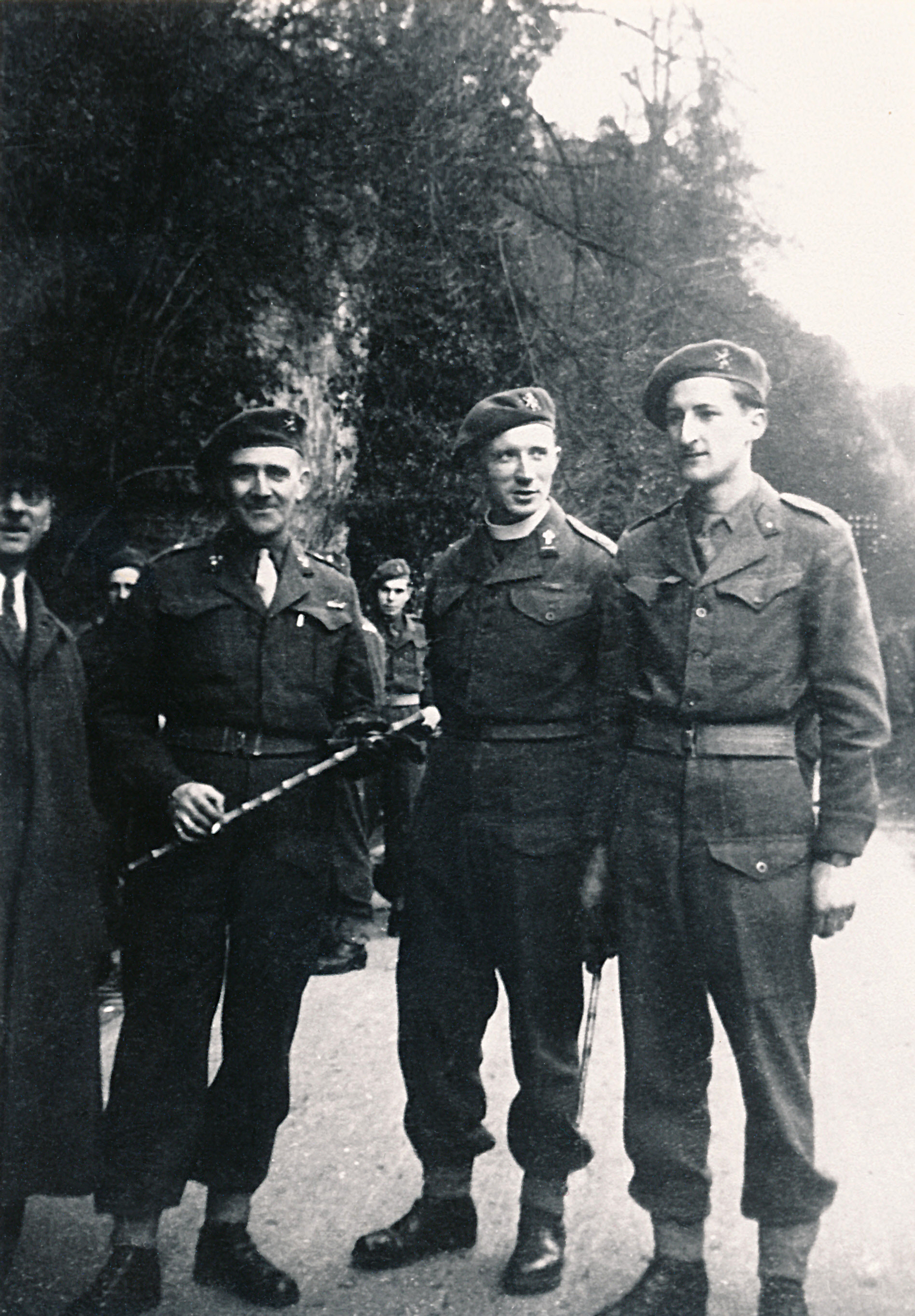
Capitão, capelão e subtenente da 1ª Brigada de Infantaria.

## Pós-guerra
A Brigade Piron formou a base do novo Exército Belga. Numa reorganização em 17 de novembro de 1945, a artilharia e as unidades blindadas da brigada foram reorganizadas para formar regimentos especializados e os engenheiros juntaram-se a um novo batalhão de engenheiros. A infantaria restante, reforçada por voluntários, tornou-se a Primeira Brigada de Libertação, baseada no quartel de Leopoldsburg. 

## Ordem de batalha
Em agosto de 1944, a 1ª Brigada Belga consistia em: 
- Pessoal
- Ligação Britânica
- 1ª, 2ª e 3ª Companhias Motorizadas - cada uma com pelotões de fuzileiros reforçados por pelotões de morteiros, metralhadoras, antitanque e antiaéreos.
- Esquadrão de Carros Blindados - 4 esquadrões equipados com uma mistura de Carros Blindados Daimler, carros blindados Staghound (alguns armados com armas antiaéreas) e Carros Escoteiros Daimler "Dingo" e um esquadrão de abastecimento e recuperação
- Bateria de Artilharia - 12 obuseiros de 25 libras, organizados em 3 tropas, uma das quais luxemburguesa.
- Companhia de Engenheiros
- Companhia de Transporte
- Destacamento de Reparo
- Unidade Médica